# Boele (Adelsgeschlecht)

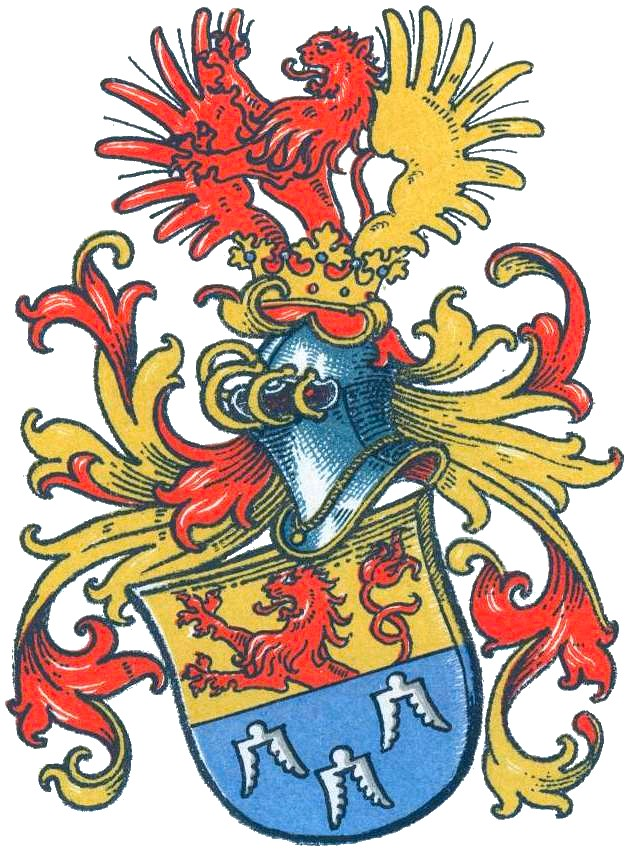
Wappen derer von Boele

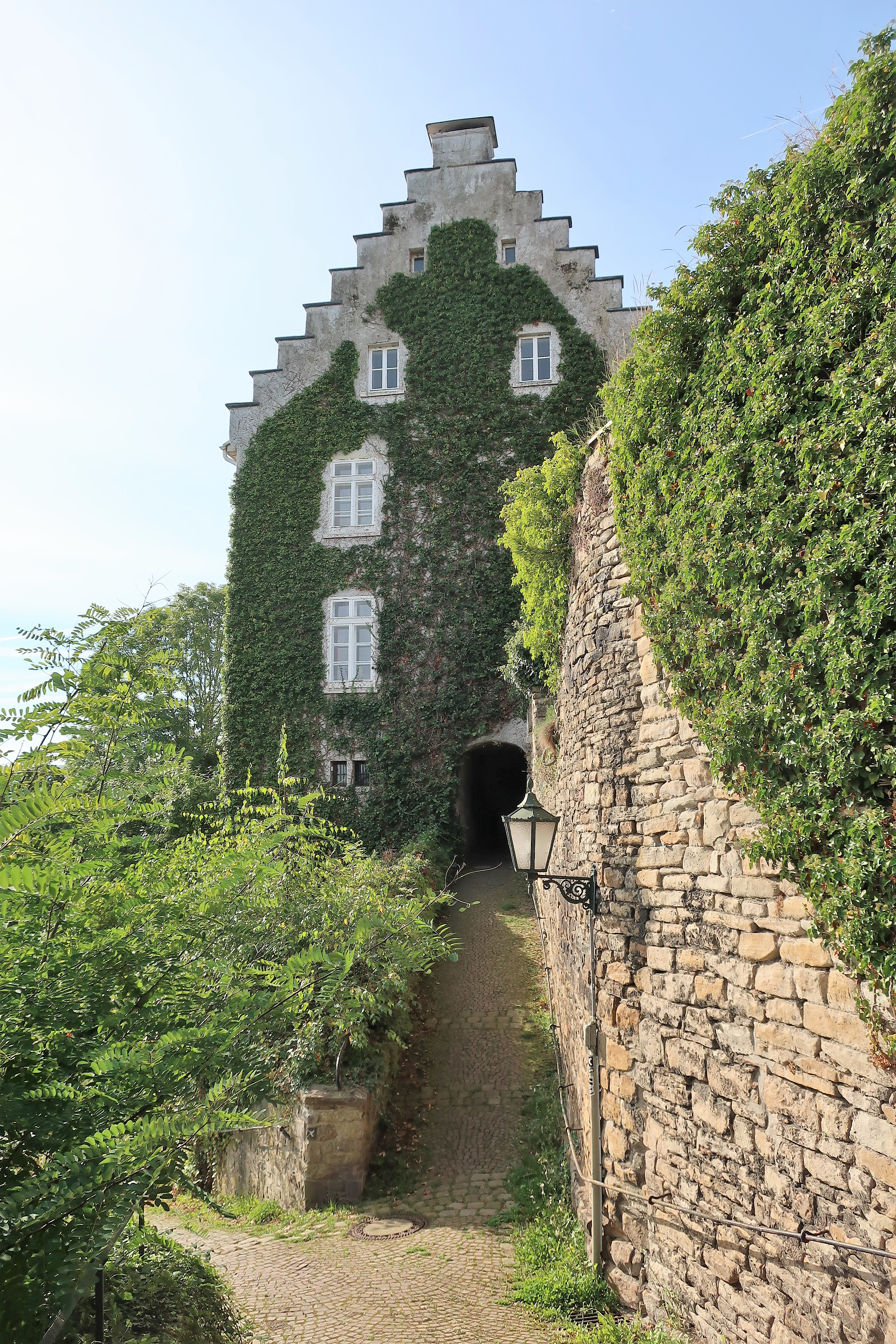
Ehemaliger Burgmannenhof der Familie von Boele in Wetter

Die Herren von Boele (auch: Boel, Boyle, Buele, Bule o. ä.) waren ein westfälisches Adelsgeschlecht.

## Geschichte
Im Jahr 1240 wird der Verkauf eines Hofes von der Äbtissin des Stiftes Herdecke beurkundet. Als Zeugen erscheinen u. a. die Brüder und Ritter Otto und Gerhard zu Bule. Sie saßen vermutlich auf dem Vriehoff (Doirboyle op deme Helweghe), d. h. auf einem in Hagen-Helfe gelegenen, in neuerer Zeit „Grave-Hof“ genannten, 1971 abgerissenen Hof, mutmaßlicher Stammsitz des nach dem Nachbarstadtteil Hagen-Boele benannten Geschlechts. 1278 erscheint ein Thedericus de Bule. Diederich von Boyle kaufte 1377 von Graf Engelbert von der Mark ein Gut zu Wetter (Ruhr).
In der Folge spielten Angehörige der Boeler Adelsfamilie über die engere Heimat hinaus eine beachtliche Rolle, z. B. bei Gerichtsverhandlungen, Kaufverträgen und öffentlichen Beurkundungen. Während der Dortmunder Fehde (1388–1389) finden sie sich unter den Gegnern Dortmunds, das damals mit allerlei Händel die Nachbarschaft und auch die Gemeinde Boele unsicher machte. Die Familie verlegte später ihren Wohnsitz nach Wetter und erhielt dort ein erbliches Burglehen.
Einer der Letzten der Familie war Dietrich von Boele, Erbburgmann zu Wetter. Er hatte einen Sohn namens Johann von Boele (urkundl. 1497–1505), Erbburgmann zu Wetter und Westhoven. Dieser war zweimal verheiratet: In erster Ehe mit Jutta, in zweiter Ehe mit Gertrud, Witwe von Galen. Während die zweite Ehe kinderlos blieb, hatte Johann aus erster Ehe zwei Töchter. Die Erste heiratete Gerhard von Grüter zu Werdringen, die Zweite, Catharine, heiratete Evert von Neheim und erhielt das Erbburglehen zu Westhoven.
Das Geschlecht derer von Boele erlosch um 1520 im Mannesstamm.

## Wappen
Blasonierung: Der Schild geteilt, unten in Blau drei (2:1) silberne Pferdeprammen, oben in Gold ein rechtsgewandter roter Löwe. Auf dem gekrönten Helm der wachsende Löwe zwischen einem roten und einem goldenen Flügel. Die Helmdecken sind rot-gold.